# Nati nel 1190
| Questa pagina contiene informazioni ricavate automaticamente dalle voci biografiche con l'ausilio del template Bio e di un bot. L'aggiornamento è periodico e automatico e ricostruisce completamente la pagina. Se manca una persona in questa lista, sei pregato di non aggiungerla, ma accertati piuttosto che la sua voce biografica contenga il template Bio e che i dati anagrafici siano correttamente compilati. Se il template Bio manca, inseriscilo tu stesso o, in alternativa, metti l'avviso {{tmp\|Bio}} che ne segnala la mancanza. Se i dati riportati sono sbagliati, correggi direttamente la voce biografica; le modifiche saranno visibili in questa lista entro pochi giorni. Per chiarimenti vedi il progetto biografie. La lista contiene solo le 17 persone che sono citate nell'enciclopedia e per le quali è stato implementato correttamente il template Bio. Pagina aggiornata al 26 apr 2025. |

- 9 marzo - Pedro González, religioso spagnolo († 1246)
- Abril Perez de Lumiares, politico e poeta portoghese († 1245)
- Alberto di Stade, letterato e abate tedesco († 1261)
- Teodora Angelina, nobile bizantina († 1246)
- Andrea Bonello, giurista italiano († 1275)
- Giovanni Cantacuzeno, nobile, militare e funzionario bizantino († 1257)
- Giordano di Sassonia, religioso tedesco († 1237)
- Giovanni di Mailly, religioso francese
- Giovanni da Salerno, religioso italiano († 1242)
- Giovanni d'Auxonne, conte († 1267)
- Guglielmo il Maresciallo, II conte di Pembroke, nobile britannico († 1231)
- Maria di Brabante, regina tedesca († 1260)
- Martino del Cassero, giurista e notaio italiano († 1272)
- Luca Savelli, politico italiano († 1266)
- Gertrude de Dabo, francese († 1225)
- Ferdinando d'Aragona, principe († 1249)
- Kayqubad I, sultano († 1237)